# Nieprosin
Nieprosin – część wsi Perzów w Polsce położona w województwie wielkopolskim, w powiecie kępińskim, w gminie Perzów. Miejscowość wchodzi w skład sołectwa Perzów.
W latach 1975–1998 miejscowość administracyjnie należała do województwa kaliskiego.